# Abudefduf sordidus
Abudefduf sordidus là một loài cá biển thuộc chi Abudefduf trong họ Cá thia. Loài này được mô tả lần đầu tiên vào năm 1775.

## Từ nguyên
Tính từ định danh sordidus trong tiếng Latinh có nghĩa là "dơ bẩn", hàm ý có lẽ đề cập đến các màu nâu và xám của loài cá này

## Phạm vi phân bố và môi trường sống
Từ Biển Đỏ, phạm vi của A. sordidus được ghi nhận dọc theo bờ biển phía nam bán đảo Ả Rập và Đông Phi, băng qua Ấn Độ và các đảo quốc trên Ấn Độ Dương, trải dài về phía đông đến vùng biển các nước Đông Nam Á và các đảo quốc thuộc châu Đại Dương ở Thái Bình Dương (xa đến tận quần đảo Pitcairn và quần đảo Hawaii); giới hạn phía bắc đến Hàn Quốc và miền nam Nhật Bản; xa về phía nam dọc theo hai bờ tây-đông Úc.
Loài này sống gần các rạn san hô ven bờ và trong đầm phá ở độ sâu đến ít nhất là 3 m; cá con thường được nhìn thấy trong các hồ thủy triều.

## Mô tả
A. sordidus có chiều dài cơ thể tối đa được ghi nhận là 24 cm. Cơ thể có màu nâu xám với 6–7 dải sọc nâu sẫm ở hai bên thân. Đặc điểm của loài này là rìa trên của cuống đuôi có đốm đen. Đầu có nhiều chấm đen ở trên và sau mắt. Đốm đen lớn ở gốc vây ngực. Cá con của Abudefduf septemfasciatus cũng có đốm đen này, nhưng cá trưởng thành lại không có. Cá đực mùa sinh sản chuyển sang màu đen với sọc trắng.
A. sordidus cùng hai loài là A. septemfasciatus và Abudefduf notatus hợp thành một nhóm gọi là "nhánh sordidus".
Số gai ở vây lưng: 13; Số tia vây ở vây lưng: 14–16; Số gai ở vây hậu môn: 2; Số tia vây ở vây hậu môn: 13–15; Số tia vây ở vây ngực: 18–20.

## Sinh thái học
Thức ăn của A. sordidus bao gồm động vật giáp xác, một số loài thủy sinh không xương sống nhỏ và tảo. A. sordidus. Loài này có tính lãnh thổ cao và thường bơi theo đàn.
A. sordidus được người Hawaii bản địa sử dụng làm thức ăn.

### Sinh sản
Trong lúc thực hiện các màn tán tỉnh, cá đực có thể phát ra âm thanh để thu hút cá cái đến đẻ trứng trong tổ của chúng. Khi bắt đầu giao phối, cá đực sẽ không tạo ra âm thanh nữa. Một con cá đực có thể giao phối với nhiều con cá cái trong một ngày. Cá đực có tập tính bảo vệ và chăm sóc trứng.